# Simpsonichthys ocellatus
Simpsonichthys ocellatus är en fiskart som beskrevs av Costa, Nielsen och De Luca 2001. Simpsonichthys ocellatus ingår i släktet Simpsonichthys och familjen Rivulidae. Inga underarter finns listade i Catalogue of Life.